# Ewald Tilker
Ewald Tilker (* 3. November 1911 in Herford; † 8. September 1998 in San Francisco) war ein deutscher Kanute, der 1936 eine olympische Silbermedaille gewann.
Tilker startete für den Kanuklub Herford. Er gewann 1934 die Deutsche Meisterschaft im Einerkajak und zusammen mit Fritz Bondroit im Zweierkajak jeweils auf der 1000-Meter-Strecke. Bei der Europameisterschaft 1934 in Kopenhagen siegte Tilker ebenfalls auf beiden Strecken. 1935 siegten Tilker und Bondroit erneut über 1000 Meter, verloren aber 1936 gegen Willi Horn und Erich Hanisch und erreichten nur den zweiten Platz. Bei den Olympischen Spielen 1936 in Berlin starteten Horn und Hanisch über 10.000 Meter, während Bondroit und Tilker über 1000 Meter antraten. Im Finale siegten die Österreicher Adolf Kainz und Alfons Dorfner vor dem schwedischen Boot und den beiden Deutschen. Das schwedische Boot wurde allerdings disqualifiziert, weil es die Deutschen behindert hatte, so dass Bondroit und Tilker die Silbermedaille erhielten.
Ewald Tilker war gelernter Schlosser. Nach seinen sportlichen Erfolgen erhielt er von der Stadt Herford ein Stipendium zur Finanzierung seines Ingenieurstudiums.